# Баграт VII
Баграт VII (Баграт-хан; 1569—1619) — хан (по грузинским источникам, царь) Картли (1615—1619). Сын Давида XI (Дауд-хана) и Элены «родственницы царя Кахети Александра II», мусульманин с иранским воспитанием. В 1616 году шах Аббас I присвоил ему титул хана и назначил правителем Картли. Не обладая управленческими данными, фактически управлял только южной частью Картли. В основном проживал в городе Болниси, где и скончался. Его преемником стал его сын Симон II.
Искандер Мунши писал, что в 1619 году Баграт (Баграт-Хан) заболел в Тбилиси и умер, а шах Аббас, в благодарность за верную службу, назначил его сына Симона, ещё ребёнка, губернатором Картли, а вакилем при нём поручил быть Мурав-Бегу.

## Семья
Был женат на Анне, дочери царя Кахети Александра II в этом браке родились:
- Симон II, царь Картли.
- Пахриджан-Бегум, царевна, была замужем за шахом Ирана Аббасом I.